# Ciclopentiazida
Ciclopentiazida (nombre comercial Navidrex®) es el nombre del principio activo de un diurético antihipertensivo del grupo de las tiazidas con propiedades muy similares a las del hidroclorotiazida. En administración oral para tratar el edema, la ciclopentiazida se toma de 1 a 4 mg diarios y para pacientes hipertensos se suele administrar 0,5 a 2 mg diarios. La Sección de Terapéutica de Nueva Zelanda ha restringido las indicaciones para la ciclopentiazida en el edema causado por insuficiencia cardíaca.

## Contraindicaciones
Enfermedad de Addison, hipokalemia refractaria, hiperuricemia.

## Efectos adversos
Algunos de los efectos secundarios más frecuentemente reportados con la administración de la ciclopentiazida son trastornos gastrointestinales como el vómito, hipotensión, hiponatremia, dolor de cabeza, gota articular, fiebre, fatiga y trastornos electrolíticos incluyendo hiperuricemia e hipercalcemia.